# یوجین مک‌کیب
یوجین مک‌کیب (انگلیسی: Eugene McCabe; ۷ ژوئیهٔ ۱۹۳۰ – ۲۷ اوت ۲۰۲۰) رمان‌نویس، نمایشنامه‌نویس، نویسنده داستان کوتاه، کشاورز اهل بریتانیا بود.